# Splendida ostinazione
 (janvier 2015).
Splendida ostinazione est un single du chanteur italien Marco Carta.

## Classement
| Classement (2014) | Meilleure position |
| ----------------- | ------------------ |
| Italie (FIMI)     | 1                  |